# Villejoubert
Villejoubert est une commune du Sud-Ouest de la France, située dans le département de la Charente (région Nouvelle-Aquitaine).

## Géographie

### Localisation et accès
Villejoubert est une commune située 3 km à l'est de Saint-Amant-de-Boixe et 17 km au nord d'Angoulême, à la lisière sud de la forêt de la Boixe.
Le bourg de Villejoubert est aussi à 1,5 km à l'ouest de Tourriers, où passe la N 10 entre Angoulême et Poitiers. Villejoubert est aussi à 6 km au nord-est de Vars, 8 km au sud de Mansle, 18 km au nord-ouest de La Rochefoucauld et 25 km au sud de Ruffec.
La N 10 (déviation de Tourriers) traverse l'est de la commune. La D 15 traverse la commune d'est en ouest, et la N 10 par un demi-échangeur vers le nord. Elle mène à l'ouest à Saint-Amant. La D 32 permet depuis le bourg d'aller vers Angoulême et la N 10 en passant par Tourriers.
La gare la plus proche est celle d'Angoulême, avec des trains à destination de Paris, Bordeaux, Poitiers, Limoges, Saintes et Royan. L'aéroport d'Angoulême est à 9 km.

### Hameaux et lieux-dits
Tout l'habitat de la commune se concentre au bourg. On peut toutefois signaler un seul petit hameau, Puypéroux, situé au sud du bourg, proche aussi du Château de la Barre.

### Communes limitrophes
|                      |              | Aussac-Vadalle |
| Saint-Amant-de-Boixe | Villejoubert |                |
|                      |              | Tourriers      |

### Géologie et relief
Le sol de la commune, de nature karstique, est constitué de calcaire datant du Jurassique supérieur (Kimméridgien). Il constitue le plateau de la Boixe,,.
Le relief de la commune est celui d'un plateau, celui de Braconne-Boixe, légèrement incliné vers l'ouest et d'une altitude moyenne de 110 m. Le point culminant du territoire communal est à une altitude de 146 m, situé sur la limite orientale (carrefour D 15 et N 10). Le point le plus bas est à 73 m, situé sur la limite sud. Le bourg est à 120 m d'altitude.

### Hydrographie

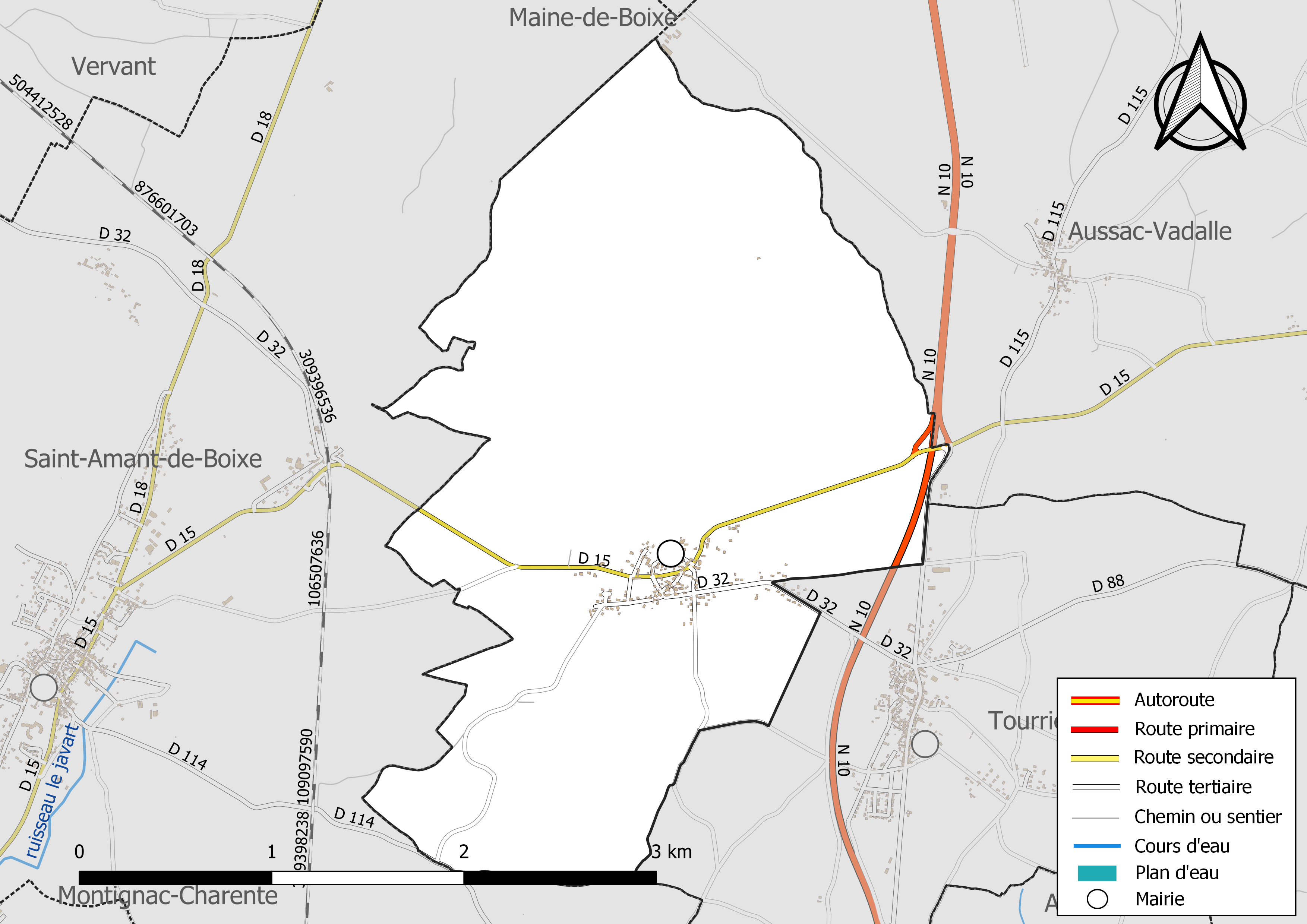
Réseaux hydrographique et routier de Villejoubert.

La commune est située dans le bassin versant de la Charente au sein du Bassin Adour-Garonne. Aucun cours d'eau permanent n'est répertorié sur la commune,.
De par la nature karstique du sol, aucun cours d'eau ne traverse la commune.
On trouve cependant de nombreux puits et quelques fontaines. Sur la limite occidentale de la commune, on trouve le Puits des Preins, dont l'eau est pompée et alimente le château d'eau communal. Le ruisseau du Puits des Preins s'écoule vers Saint-Amant-de-Boixe pour former le Javart, petit affluent de la Charente à Montignac.

### Climat
Comme dans les trois quarts sud et ouest du département, le climat est océanique aquitain.

## Urbanisme

### Typologie
Au 1er janvier 2024, Villejoubert est catégorisée commune rurale à habitat dispersé, selon la nouvelle grille communale de densité à 7 niveaux définie par l'Insee en 2022.
Elle est située hors unité urbaine. Par ailleurs la commune fait partie de l'aire d'attraction d'Angoulême, dont elle est une commune de la couronne,. Cette aire, qui regroupe 94 communes, est catégorisée dans les aires de 50 000 à moins de 200 000 habitants,.

### Occupation des sols
L'occupation des sols de la commune, telle qu'elle ressort de la base de données européenne d’occupation biophysique des sols Corine Land Cover (CLC), est marquée par l'importance des territoires agricoles (59,9 % en 2018), en diminution par rapport à 1990 (61,4 %). La répartition détaillée en 2018 est la suivante : 
terres arables (50,7 %), forêts (33,8 %), zones agricoles hétérogènes (9,1 %), zones urbanisées (6,3 %). L'évolution de l’occupation des sols de la commune et de ses infrastructures peut être observée sur les différentes représentations cartographiques du territoire : la carte de Cassini (XVIIIe siècle), la carte d'état-major (1820-1866) et les cartes ou photos aériennes de l'IGN pour la période actuelle (1950 à aujourd'hui).

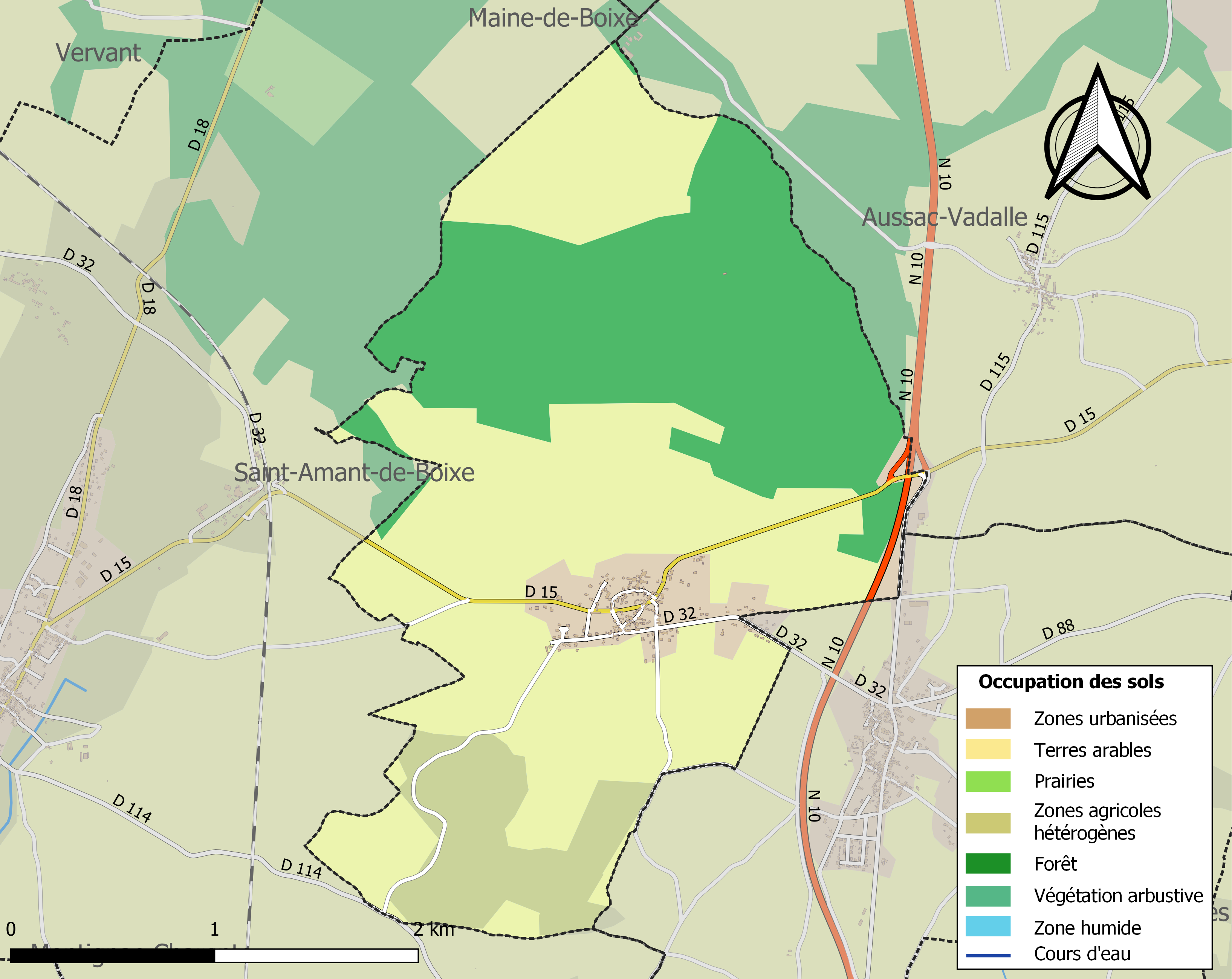
Carte des infrastructures et de l'occupation des sols de la commune en 2018 (CLC).

### Risques majeurs
Le territoire de la commune de Villejoubert est vulnérable à différents aléas naturels : météorologiques (tempête, orage, neige, grand froid, canicule ou sécheresse) et séisme (sismicité modérée). Il est également exposé à un risque technologique, le transport de matières dangereuses. Un site publié par le BRGM permet d'évaluer simplement et rapidement les risques d'un bien localisé soit par son adresse soit par le numéro de sa parcelle.

#### Risques naturels

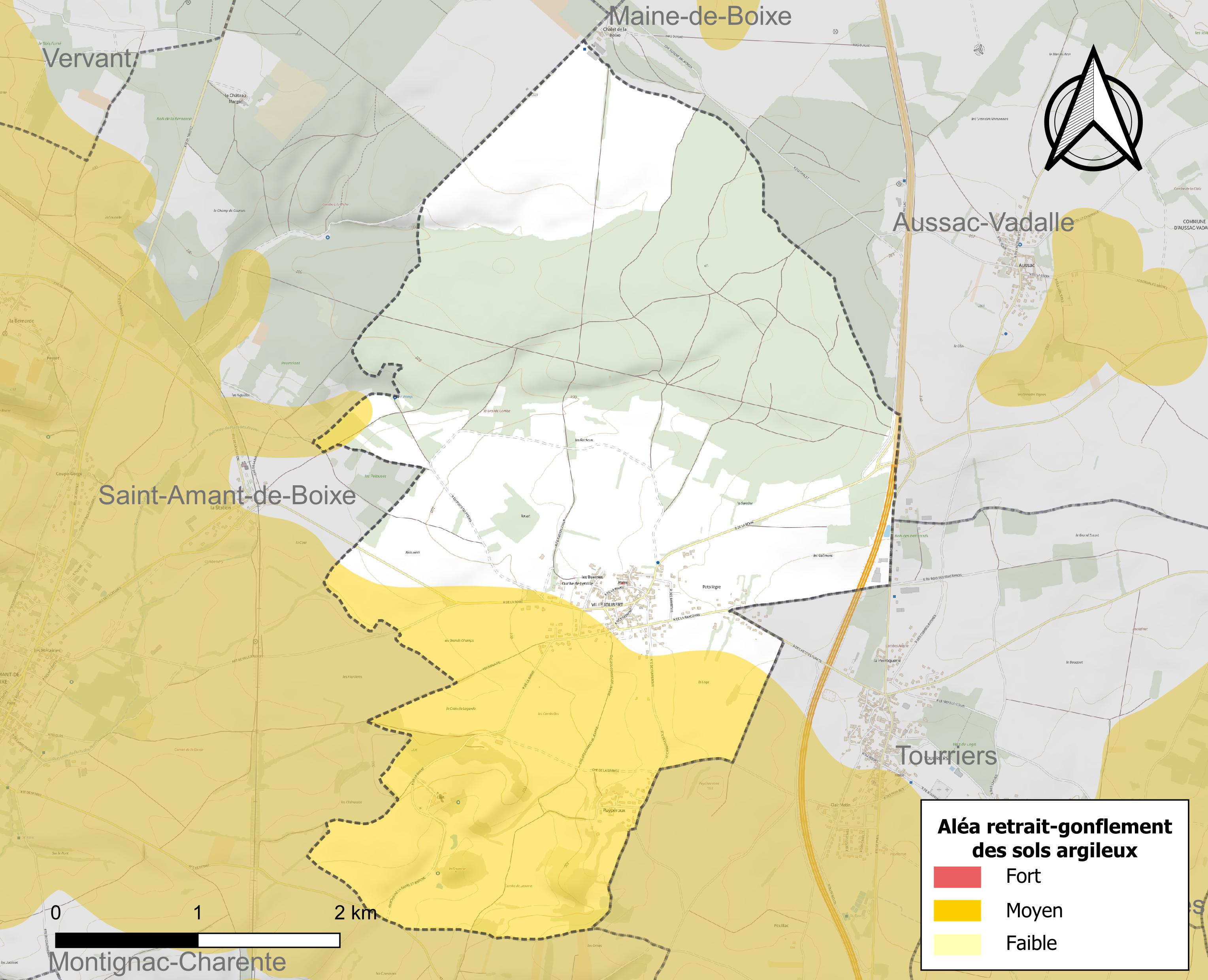
Carte des zones d'aléa retrait-gonflement des sols argileux de Villejoubert.

Le retrait-gonflement des sols argileux est susceptible d'engendrer des dommages importants aux bâtiments en cas d’alternance de périodes de sécheresse et de pluie. 30,5 % de la superficie communale est en aléa moyen ou fort (67,4 % au niveau départemental et 48,5 % au niveau national). Sur les 155 bâtiments dénombrés sur la commune en 2019, 54 sont en aléa moyen ou fort, soit 35 %, à comparer aux 81 % au niveau départemental et 54 % au niveau national. Une cartographie de l'exposition du territoire national au retrait gonflement des sols argileux est disponible sur le site du BRGM,.
Par ailleurs, afin de mieux appréhender le risque d’affaissement de terrain, l'inventaire national des cavités souterraines permet de localiser celles situées sur la commune.
La commune a été reconnue en état de catastrophe naturelle au titre des dommages causés par les inondations et coulées de boue survenues en 1982, 1983 et 1999. Concernant les mouvements de terrains, la commune a été reconnue en état de catastrophe naturelle au titre des dommages causés par des mouvements de terrain en 1999.

#### Risques technologiques
Le risque de transport de matières dangereuses sur la commune est lié à sa traversée par une ou des infrastructures routières ou ferroviaires importantes ou la présence d'une canalisation de transport d'hydrocarbures. Un accident se produisant sur de telles infrastructures est susceptible d’avoir des effets graves sur les biens, les personnes ou l'environnement, selon la nature du matériau transporté. Des dispositions d’urbanisme peuvent être préconisées en conséquence.

## Toponymie
Les formes anciennes sont Villa Gausberti, Villegauberti, Vilagaubert, Villejobert (non datées, avant le XVe siècle), villa Joberti vers 1300.
Le nom de Villejoubert fait partie des noms composés du préfixe villa signifiant « domaine » entre le IVe et XIe siècles, suivi d'un nom de personne représentant souvent le seigneur; ici le nom est d'origine germanique : « domaine de Gausbert ». La paroisse de Villejoubert proprement dite a été créée aux dépens de la forêt de Boixe par d'importants défrichements au XIe siècle. Son nom vient de Joubert, forestier de la Boixe.

## Histoire
L'occupation est ancienne car elle remonte au castrum d'Andone, un ensemble fortifié d'époque gallo-romaine servant à surveiller la voie d'Agrippa, voie romaine de Saintes à Limoges et Lyon. Sur ce même site ont été retrouvées des traces d'occupation des époques néolithique, Premier âge du fer (Hallstatt « C »). Sous l'époque romaine, le site a été occupé à la fin du IIIe siècle et abandonné au IVe siècle.
Andone a été réoccupé vers 950 par les comtes d'Angoulême, et même après l'abandon du castrum après la fondation de Villejoubert au XIe siècle à la suite d'importants défrichements, le toponyme Auzona ou Anzona est resté ce qui laisse penser qu'un établissement a dû y subsister à proximité pendant le haut Moyen Âge.
Le château d'Andone a été détruit par le comte d'Angoulême Guillaume V Taillefer qui réutilisera les matériaux pour construire le donjon de Montignac au début du XIe siècle,.
Non loin de là, à la Macarine, existe la tradition d'un culte d'Appolon. En fait, vers le milieu du XIe siècle, un certain noble, Gautier, voulut se faire ermite et choisit cet endroit, habité alors par le jardinier de l'abbaye de Saint-Amant, qu'il réussit à faire expulser avec l'autorisation de l'abbé Ramnulfe de Saint-Amant. Gautier construisit une église dédiée à la Vierge, saint Saturnin et saint Amant. Mais secrètement il livra son ermitage aux religieux de Charroux. L'abbé Ramnulfe attaqua alors l'abbé de Charroux devant tous les barons du pays rassemblés, et l'abbé de Saint-Amant rentra en possession de la chapelle, qu'il fit consacrer par l'évêque Adémar. Au XVIe siècle, la Macary (nom de ce lieu au XIIe siècle) était un petit prieuré dépendant de l'abbaye de Saint-Amant, sans conventualité ni résidence. Malgré son isolement, une foire importante s'y tenait alors, avec pour commerce principal tonneaux, ail et oignons.
Le bourg de Villejoubert a été construit au XIe siècle le long de l'ancienne voie romaine, et doit probablement son nom à une famille Gaubert, dont un membre était moine à l'abbaye de Saint-Amant en 1080. Un prieuré y fut fondé au XIVe siècle, et fut abandonné vers 1730. Selon AF. Lièvre, cette portion de la voie romaine entre Tourriers et Montignac portait encore jusqu'au XVIIe siècle le nom de Chaussade.
Le fief de La Barre est attesté en 1487. Il s'agissait d'un fief mouvant de la baronnie de Montignac, au devoir d'une paire d'éperons dorés à chaque mutation de seigneur et de vassal. Le logis de la Barre a été construit aux abords du castrum d'Andone à la fin du XVe siècle par Jean Triquot de La Barre, transportant ainsi le siège de son fief de Saint-Amant-de-Nouère à la forêt de la Boixe où il possédait une métairie. La terre de la Barre a appartenu à Jean Horric au XVIIe siècle, puis fut saisie et vendue par décret par le baron de Montignac à Jean Gourdin, seigneur de la Faye (de Tourriers). Au début du XXe siècle, le château de la Barre appartenait à Ludovic de La Barre.

## Administration
| Période                                  | Période  | Identité                                      | Étiquette | Qualité  |
| ---------------------------------------- | -------- | --------------------------------------------- | --------- | -------- |
| Les données manquantes sont à compléter. |          |                                               |           |          |
| avant 1988                               | ?        | Raymond Frougier                              |           |          |
| 2001                                     | 2008     | Renée Michaud                                 |           |          |
| 2008                                     | En cours | Raymond Sevrit Réélu pour le mandat 2020-2026 | SE        | Retraité |

## Démographie

### Évolution démographique
L'évolution du nombre d'habitants est connue à travers les recensements de la population effectués dans la commune depuis 1793. Pour les communes de moins de 10 000 habitants, une enquête de recensement portant sur toute la population est réalisée tous les cinq ans, les populations de référence des années intermédiaires étant quant à elles estimées par interpolation ou extrapolation. Pour la commune, le premier recensement exhaustif entrant dans le cadre du nouveau dispositif a été réalisé en 2007.

En 2022, la commune comptait 367 habitants, en évolution de +10,21 % par rapport à 2016 (Charente : −0,48 %, France hors Mayotte : +2,11 %).
| 1793 | 1800 | 1806 | 1821 | 1831 | 1841 | 1846 | 1851 | 1856 |
| ---- | ---- | ---- | ---- | ---- | ---- | ---- | ---- | ---- |
| 322  | 329  | 351  | 366  | 363  | 373  | 360  | 349  | 353  |

| 1861 | 1866 | 1872 | 1876 | 1881 | 1886 | 1891 | 1896 | 1901 |
| ---- | ---- | ---- | ---- | ---- | ---- | ---- | ---- | ---- |
| 342  | 313  | 282  | 279  | 275  | 258  | 226  | 187  | 185  |

| 1906 | 1911 | 1921 | 1926 | 1931 | 1936 | 1946 | 1954 | 1962 |
| ---- | ---- | ---- | ---- | ---- | ---- | ---- | ---- | ---- |
| 182  | 189  | 162  | 167  | 164  | 148  | 164  | 130  | 139  |

| 1968 | 1975 | 1982 | 1990 | 1999 | 2006 | 2007 | 2012 | 2017 |
| ---- | ---- | ---- | ---- | ---- | ---- | ---- | ---- | ---- |
| 127  | 165  | 256  | 279  | 293  | 326  | 331  | 339  | 332  |

| 2022 | - | - | - | - | - | - | - | - |
| ---- | - | - | - | - | - | - | - | - |
| 367  | - | - | - | - | - | - | - | - |

### Pyramide des âges
La population de la commune est relativement jeune.
En 2018, le taux de personnes d'un âge inférieur à 30 ans s'élève à 33 %, soit au-dessus de la moyenne départementale (30,2 %). À l'inverse, le taux de personnes d'âge supérieur à 60 ans est de 27 % la même année, alors qu'il est de 32,3 % au niveau départemental.
En 2018, la commune comptait 154 hommes pour 180 femmes, soit un taux de 53,89 % de femmes, largement supérieur au taux départemental (51,59 %).
Les pyramides des âges de la commune et du département s'établissent comme suit.
| Hommes | Classe d’âge | Femmes |
| ------ | ------------ | ------ |
| 1,9    | 90 ou +      | 2,3    |
| 4,7    | 75-89 ans    | 8,1    |
| 19,5   | 60-74 ans    | 17,3   |
| 23,0   | 45-59 ans    | 17,5   |
| 22,0   | 30-44 ans    | 18,2   |
| 14,8   | 15-29 ans    | 11,1   |
| 14,0   | 0-14 ans     | 25,5   |

| Hommes | Classe d’âge | Femmes |
| ------ | ------------ | ------ |
| 1      | 90 ou +      | 2,7    |
| 9,2    | 75-89 ans    | 12     |
| 20,6   | 60-74 ans    | 21,3   |
| 20,7   | 45-59 ans    | 20,3   |
| 16,8   | 30-44 ans    | 16     |
| 15,6   | 15-29 ans    | 13,4   |
| 16,1   | 0-14 ans     | 14,3   |

## Lieux et monuments

### Patrimoine religieux

#### Église Saint-Lazare
L'église paroissiale, ancien prieuré Saint-Lazare, renferme la cloche en bronze, dite Marie datée de 1634, qui porte l'inscription « 1634. MARIE. JE SUIS POUR S LAZARRE DE VILLEJOUBERT PARRIN JEAN HORRIC ET MARRINE CATHERINE DANCHE ». Cette cloche est classée monument historique au titre objet en 1944.

#### La Mascarine
La Mascarine (ou Macarine, ou chapelle Macary), chapelle du XIIe siècle ruinée située au cœur de la forêt de Boixe, au sud-est du Chalet de la Boixe, n'est accessible que par sentier. Selon la légende de saint Amant, ce serait un ancien luc consacré à Apollon, et elle était le lieu de la première chapelle dédiée à saint Pierre au XIe siècle avant la restitution à l'abbaye de Saint-Amant-de-Boixe par le comte Guillaume V d'Angoulême et où se tenait une foire le samedi saint,,. Depuis 2012, elle est en cours de restauration.
45° 49′ 06″ N, 0° 10′ 49″ E

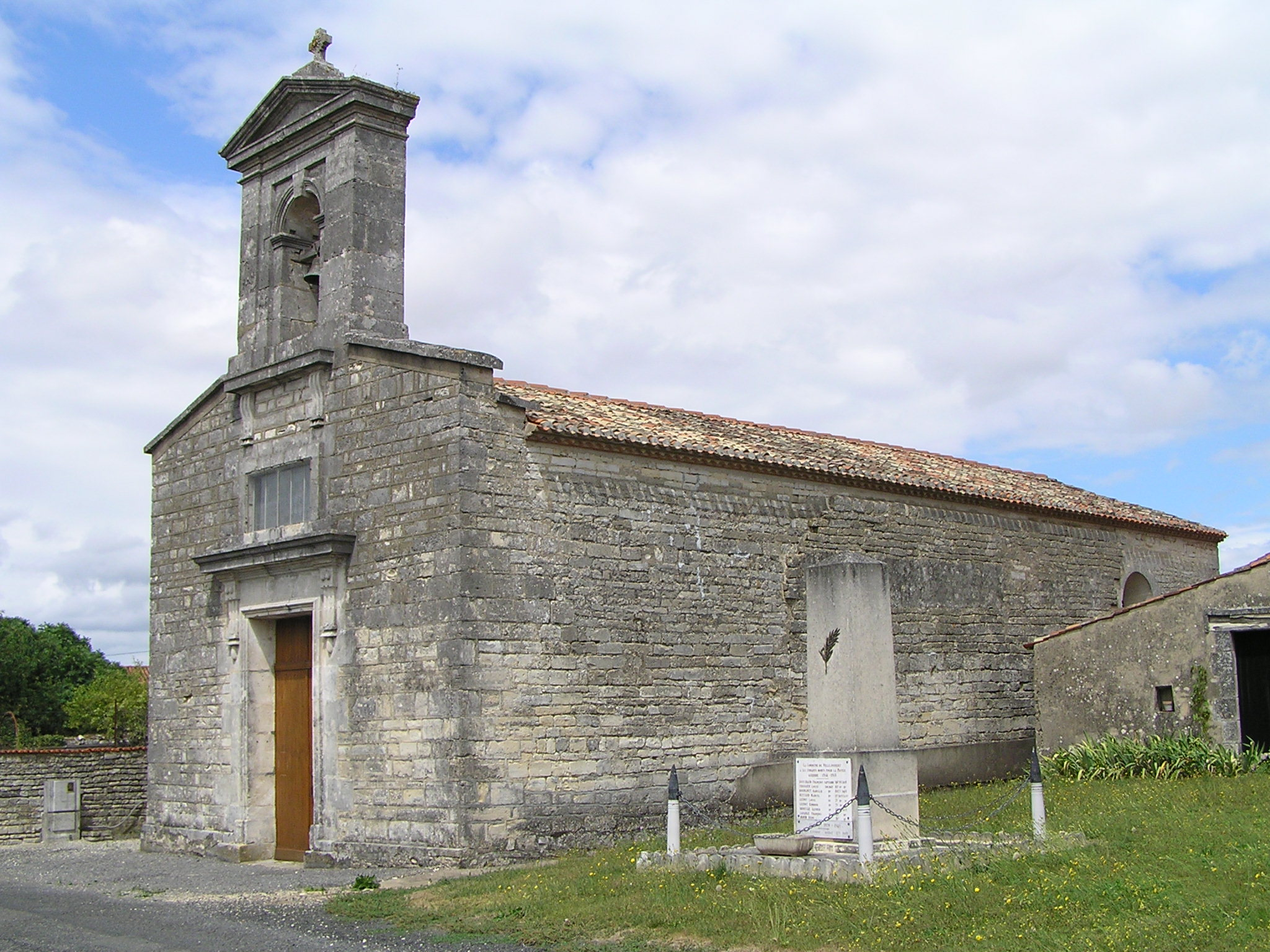
L'église Saint-Lazare.
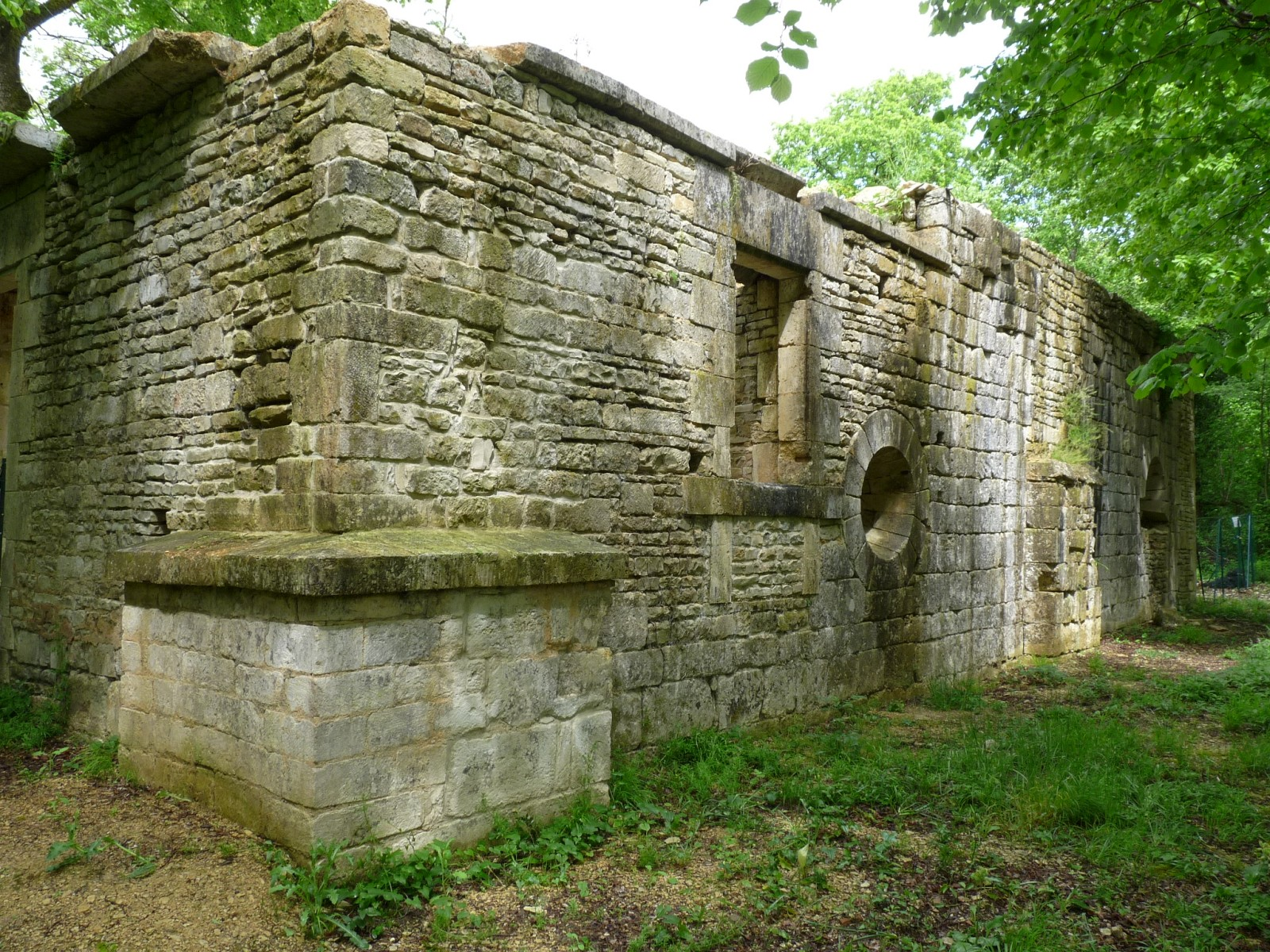
La Macarine.

### Patrimoine civil

#### Castrum d'Andone
Le castrum d'Andone est un ensemble fortifié d'époque gallo-romaine qui a continué à être occupé durant le haut Moyen Âge.
La plus ancienne enceinte fortifiée est polygonale, avec des murs de deux mètres d'épaisseur. Le fortin du Bas-Empire comporte des bâtiments arasés. Le comte d'Angoulême fit creuser un fossé et taluter le rempart existant. Les ruines de bâtiments en pierre sont celles d'une forteresse carolingienne avec son habitation et les dépendances,.
Il a été classé monument historique par arrêté du 13 août 1986.

#### Château de la Barre
Le château de la Barre est un logis qui a été construit aux abords du castrum d'Andone à la fin du XVe siècle et a été remanié au XVIIIe siècle. Il est inscrit monument historique depuis 1990.

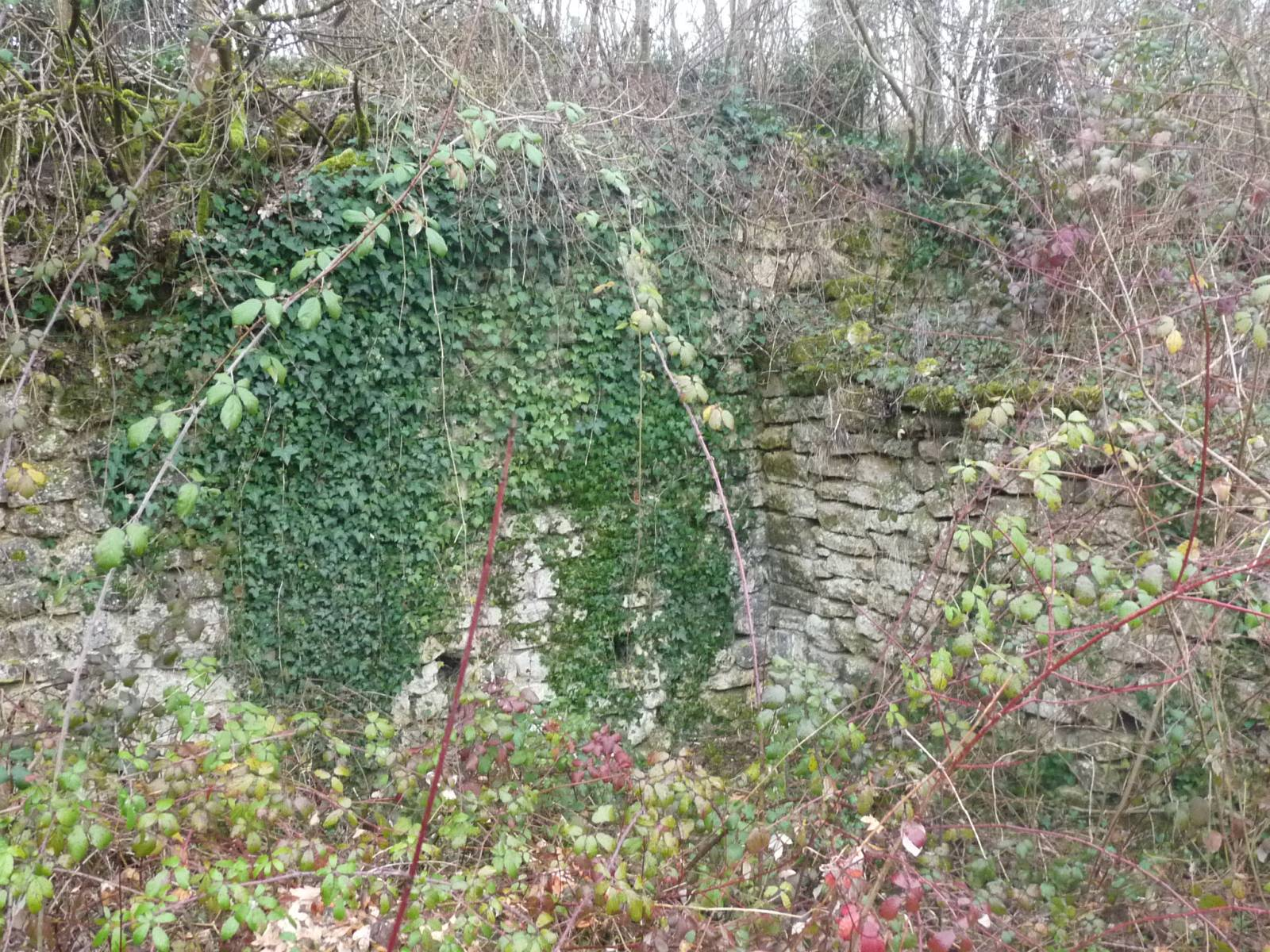
Le castrum d'Andone envahi par la végétation en 2010.
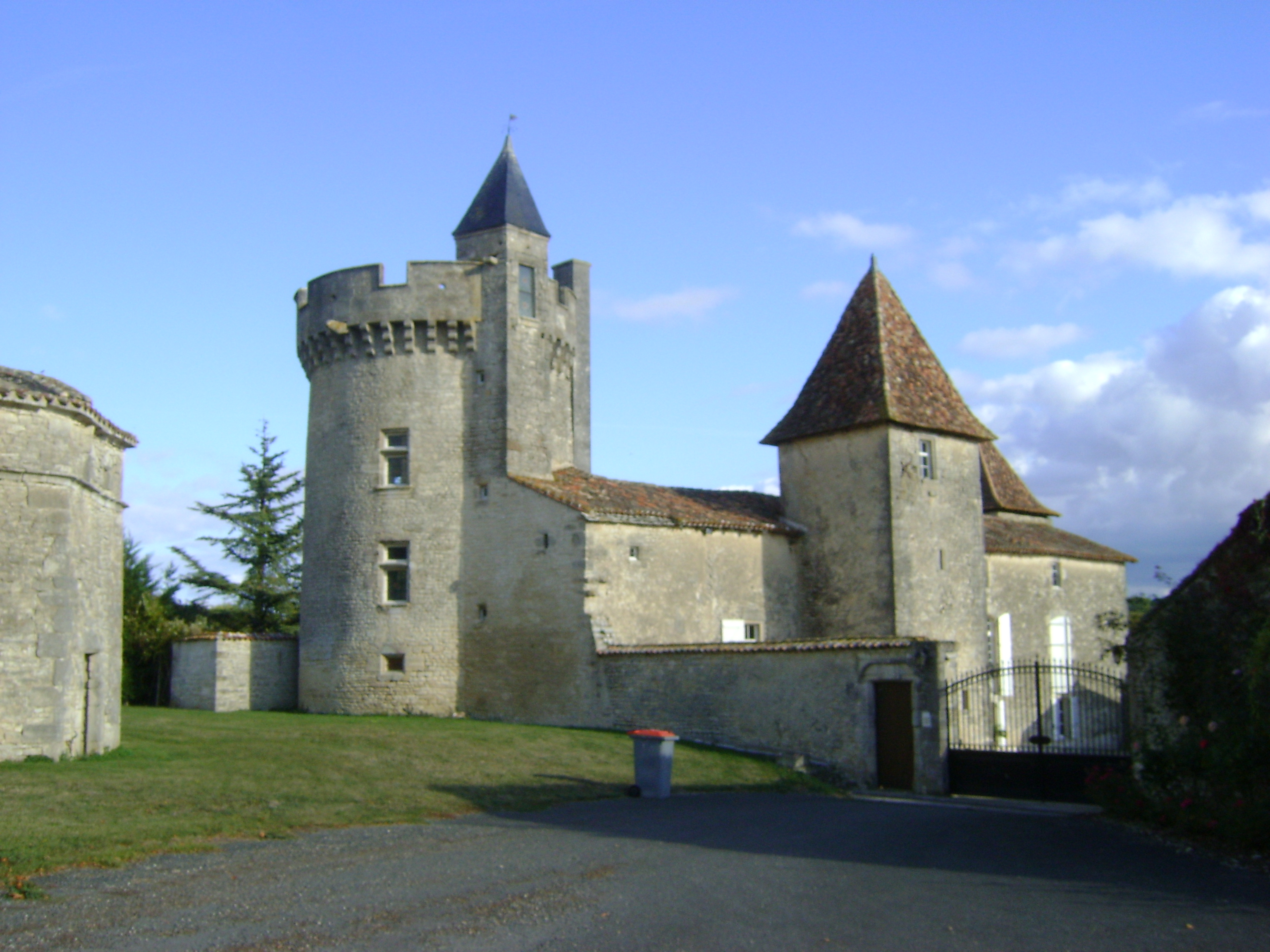
Logis de la Barre.

## Personnalités liées à la commune
- Le marquis de Montalembert, créateur de la forge de Ruelle habitait Villejoubert dans le logis du XVIIIe siècle du centre bourg.